# Кучук-Аджи-Атман
Кучу́к-Аджи́-Атма́н (укр. Кучук-Аджи-Атман, крымскотат. Küçük Acı Atman, Кучюк Аджы Атман) — исчезнувшее село в Первомайском районе Республики Крым, располагавшееся на юге района, в степной части Крыма, примерно в 1 километре западнее современного села Ровное.

## История
Первое документальное упоминание села встречается в Камеральном Описании Крыма… 1784 года, судя по которому, в последний период Крымского ханства Хасан-Хаджи входил в Караул кадылык Перекопского каймаканства. После присоединения Крыма к России (8) 19 апреля 1783 года, (8) 19 февраля 1784 года, именным указом Екатерины II сенату, на территории бывшего Крымского ханства была образована Таврическая область и деревня была приписана к Евпаторийскому уезду. После павловских реформ, с 1796 по 1802 год входила в Акмечетский уезд Новороссийской губернии. По новому административному делению, после создания 8 (20) октября 1802 года Таврической губернии, Кучук-Аджи-Атман был включён в состав Урчукской волости Евпаторийского уезда.
По Ведомости о волостях и селениях, в Евпаторийском уезде с показанием числа дворов и душ… от 19 апреля 1806 года в деревне Ой-аджи-Атман числилось 4 двора и 42 жителя крымских татар. На военно-топографической карте генерал-майора Мухина 1817 года обозначены вместе деревни Аджитатман и Аджитатман ойкесек с 25 дворами в обеих. После реформы волостного деления 1829 года Какаджи Атман, согласно «Ведомости о казённых волостях Таврической губернии 1829 года» остался в составе Урчукской волости. Видимо, вследствие эмиграции крымских татар в Турцию, деревня опустела и на картах 1836 года и 1842 года обозначены уже развалины деревни Кучук-Аджи-Атман.
Вновь деревня упоминается в «…Памятной книжке Таврической губернии на 1900 год», согласно которой в Биюк и Кучук Аджи-Атманах Коджанбакской волости вместе числилось 189 жителей в 38 дворах. Видимо, деревня вскоре исчезла, поскольку в дальнейшем Кучук-Аджи-Атман не упоминается. На километровой карте Генштаба 1941 года на месте деревни обозначены развалины